# Fatouma Harber
Fatouma Harber (1978, Timbuctu, Mali) és una ciberactivista, professora, fotògrafa i defensora dels drets humans i lluitadora per la llibertat d'expressió a Mali, fent servint la informàtica com una eina d'empoderament per a les dones i els joves de Mali.

## Trajectòria
Fatouma va arribar al món del ciberactivisme molt abans del 2011, a través de l'escola i dels cursos de formació, tanmateix, quan va decidir crear un petit blog va ser molt més tard.
El blog que va crear es va convertir en una activitat molt important per a ella quan el 2012, en el curs del conflicte en el nord de Mali, va haver l'arribada de la crisi a causa de l'ocupació de la ciutat on vivia per part d'un grup armat de rebels de la MNLA (Moviment Nacional per l'Alliberament de l'Azawad). Més tard, els jihadistes la van ocupar, implantant la llei islàmica de la xaria. Una vegada expulsat l'exèrcit malià, va fer que comencés a escriure articles al seu blog per denunciar els abusos dels drets humans comesos contra els civils, i especialment la violència contra les dones.
En aquell moment, Harber va comprendre que no hi havia cap comunicació del que estava passant en la seva ciutat, és per aquesta raó que va tenir la necessitat d'explicar més enllà de Mali el que estava passant a través de Twitter i del seu blog.
Fatouma va decidir publicar aquesta informació de manera anònima per evitar possibles conflictes amb el règim. Però quan el seu blog va ser nominat al premi del concurs de Mondoblog l'any 2015, va haver de mostrar la seva identificació, cosa que li va suposar un perill tant per ella com a la seva família. 
Això no obstant, va seguir amb el seu blog i a més, va tenir l'oportunitat d'escriure un blog patrocinat per la RFI (Radio France International). El mateix any, Harber va fundar l'organització Doniblog, un col·lectiu de bloguers malians que escriuen principalment sobre democràcia i llibertat d'expressió. També va crear una associació anomenada Yermatoun, que demana justícia per a les víctimes al nord de Mali i treballa en la democràcia, l'empoderament dels joves i la responsabilitat del govern. El 15 de febrer de l'any 2018, a París, Fatouma fou nominada per Internet Sense Fronteres al Premi Mundial de Llibertat de Premsa de la UNESCO 2018, junt amb Fatoumata Camara de Gàmbia, una altra bloguera de gran renom, per la seva notable contribució a la defensa de la llibertat d'expressió per construir un món millor.
Actualment, és l'única professora en un institut de formació compaginant aquesta tasca amb l'activisme a les xarxes socials, treballant amb organitzacions no governamentals i entitats que defensen la justícia global.

## Activitats
Segons Harber en l'entrevista d'Africaye exposa: “Faig activitats per crear un lloc on la joventut de Tombuctú es pugui trobar al voltant de les noves tecnologies. Un dels projectes és SankoréLabs, un projecte elaborat amb el suport d'una ONG internacional per ajudar les dones a reprendre les seves activitats econòmiques després de la crisi. Aquesta ONG havia creat una sala informàtica per a dones on es formaven en habilitats informàtiques. L'ONG es va retirar per la inseguretat creixent i li van donar les infraestructures i el material, entre altres coses uns 10 ordinadors”.

## Premis
- 2015- Mondoblog: És una xarxa de blogs de la RFI (Radio France International)
- 2018- Internet Sense Fronteres al Premi Mundial de Llibertat de Premsa de la UNESCO